# Piracanjuba
Piracanjuba is een gemeente in de Braziliaanse deelstaat Goiás. De gemeente telt 24.768 inwoners (schatting 2014).

## Aangrenzende gemeenten
De gemeente grenst aan Bela Vista de Goiás, Caldas Novas, Cristianópolis, Hidrolândia, Morrinhos en Professor Jamil.